# La Dernière Réponse
La Dernière Réponse (titre original : The Last Answer) est une nouvelle d'Isaac Asimov parue pour la première fois en Janvier 1980, et en édition française, dans les recueils Au prix du papyrus et Le Robot qui rêvait.

## Résumé
Le scientifique Murray Templeton, décédant d'une crise cardiaque, découvre que son esprit, ou son âme, existe toujours. Il se retrouve bientôt face à une conscience cosmique, sous la forme d'une voix désincarnée. La conversation s'engage et Templeton comprend qu'il a en face de lui le Créateur : « Dieu » cherche les meilleurs penseurs pour jouir de la surprise de leurs créations. C'est pour cela qu'il a créé l'univers et ses lois et qu'il récupère les schémas cérébraux d'êtres exceptionnels. Il n'y a donc ni Paradis ni Purgatoire, mais uniquement cet Enfer où les esprits, isolés les uns des autres, sont contraints de penser pour l'éternité, sans récompense ni délivrance.
Révolté à l'idée de cet esclavage, Templeton promet à « Dieu » qu'il trouvera le moyen de le détruire. Mais « Dieu » en est content. Templeton comprend alors que « Dieu », éternel et inengendré, veut lui aussi échapper à cette existence forcée - et le chercheur entend bien l'y aider.